# Carville-Pot-de-Fer
Carville-Pot-de-Fer è un comune francese di 101 abitanti situato nel dipartimento della Senna Marittima nella regione della Normandia.

## Società

### Evoluzione demografica
Abitanti censiti